# Anolis guazuma
Espèce
Synonymes
- Norops guazuma (Garrido, 1984)

Anolis guazuma est une espèce de sauriens de la famille des Dactyloidae. 

## Répartition
Cette espèce est endémique de Cuba. Elle se rencontre dans la Sierra Maestra.

## Publication originale
- Garrido, 1983-1984 : « Nueva especie de Anolis (Lacertilia: Iguanidae) de la Sierra del Turquino, Cuba », Caribbean Journal of Science, vol. 19, no 3/4, p. 71-76.